# Avro 643 Cadet
Dimensions
L'Avro Cadet était un monomoteur britannique biplan d'entraînement, conçu et construit par Avro dans les années 1930 comme un développement de taille réduite de l'Avro Tutor pour l'usage civil.

## Conception et développement
L'Avro 631 Cadet a été développé en 1931 en tant que dérivé plus petit et plus économique du Tutor d'entraînement militaire, pour le vol en club ou utilisation personnelle. Le premier prototype, G-ABRS a volé en octobre 1931. Il a été publiquement dévoilé lors de l'ouverture de l'aérodrome de Skegness en mai 1932, mais la première commande pour l'Army Air Corps Irlandaise avait déjà été placée et livrée (six Cadets).
L'Avro 631 Cadet a été remplacé en production en septembre 1934 par l'Avro 643 Cadet, qui avait une version révisée de l'arrière du fuselage avec un siège arrière relevé et conservait le moteur Armstrong-Siddeley Genet Major 1 de 135 ch (101 kW) de l'Avro 631. À son tour, il fut la base du plus puissant Avro 643 Mk II Cadet. Il avait également été renforcé et avait des capacités d'évacuation en parachute améliorées. Ce modèle, entré en service en 1935, fut construit en plus grand nombre, dont 34 équipés d'une roulette de queue pour la Force aérienne royale australienne.

## Historique opérationnel
Le Cadet, bien que plus petit et plus économique que le Tutor, était quand même toujours plus coûteux à utiliser que les concurrents à deux sièges de l'aviation civile légère et était plus difficile à ranger dans les hangars, en raison de son absence d'ailes repliables, de sorte qu'il fut utilisé principalement en tant qu'avion de formation pour les écoles de pilotage ou l'armée. Le plus grand utilisateur civil fut de loin Air Service Training Ltd, qui opéra 17 Avro 631 à Hamble, en collaboration avec quatre autres exploités par sa filiale de Hong Kong, la Far East Aviation Co. Air Service Training a également exploité 23 Cadets Mk.II, au service des Reserve Training Schools (écoles de formation de réservistes) gérées par le Service de la Formation Aérienne, jusqu'à ce qu'ils deviennent des appareils d'entraînement de l'ATC, en 1941.
L'autre grand utilisateur fut la Royal Australian Air Force (RAAF), qui acquit 34 Cadets Mk.II, livrés entre novembre 1935 et février 1939, et en service jusqu'en 1946, lorsque les seize exemplaire survivants furent vendus pour un usage civil. Deux d'entre eux furent re-motorisés en 1963 avec des Jacobs R-755 de 220 ch (160 kW) pour une utilisation agricole. Au Royaume-Uni, seuls deux Cadets ont survécu à la guerre.

## Variantes
Avro 631 Cadet
Version initiale, propulsé par un moteur Armstrong Siddeley Genet Major I, 35 exemplaires construits.
Avro 643 Cadet
Relèvement du siège arrière, huit furent construits.
Avro 643 Cadet II
Alimenté par un Genet Major 1A de 150 ch (110 kW), 61 exemplaires construits.

## Opérateurs

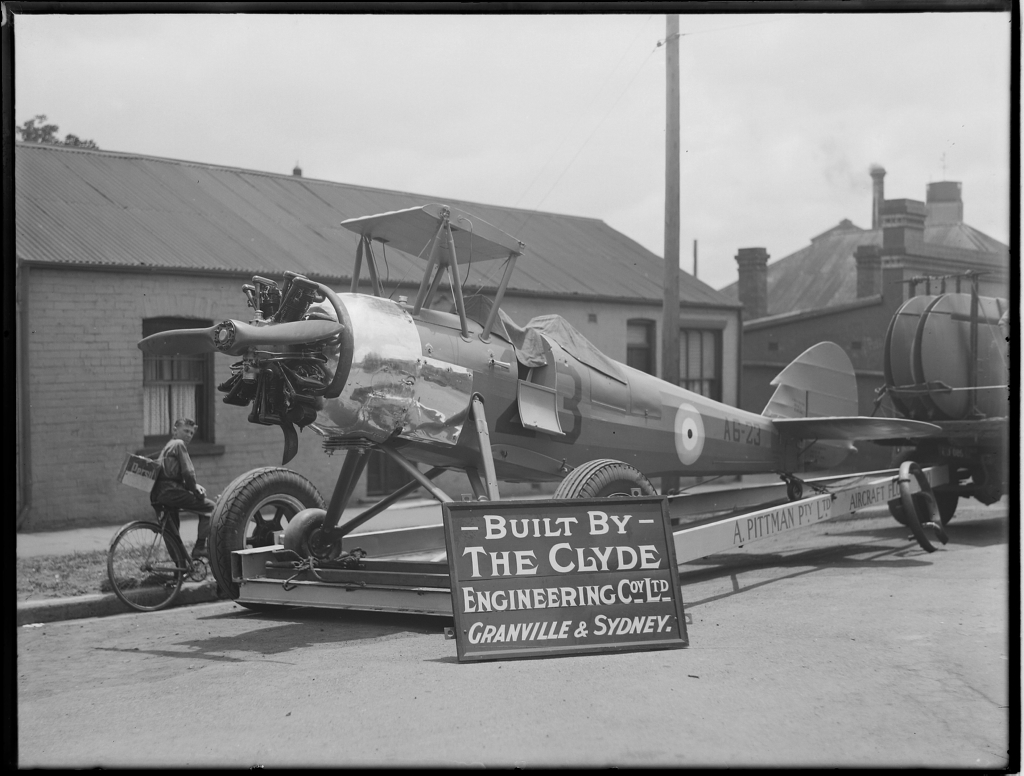
Un Avro Mk.II Cadet de la RAAF construit à Manchester (Royaume-Uni), malgré l'enseigne, et érigé en Australie.

### Opérateurs civils
Royaume-Uni
- Air Service Training Ltd : Avion utilisé pour l'entraînement.

### Opérateurs militaires
Australie
- La Royal Australian Air Force employa 34 Avro 643 MkII Cadet[3].

 Irlande
- Irish Air Corps géra sept Avro 631 Cadet.

 Portugal
- Force aérienne portugaise

 République de Chine
- Air Force Nationaliste chinoise - la Chine avait cinq Avro 631 déployés à l'École d'Aviation de Liuzhou durant la seconde guerre sino-japonaise, qui ont tous été perdus dans des bombardements japonais en 1939.

 Espagne
- Forces aériennes de la République espagnole[4].

## Survivants
- Il y a deux Cadets volant en Australie (VH-AEJ et AGH) ;
- Il y en a un en Irlande (le dernier de l'Irish Air Corps, à la maison après une longue tournée de service au Royaume-Uni et en Nouvelle-Zélande, ZK-AVR) ;
- Un Cadet déclaré inapte au vol est exposé au Museu do Ar, au Portugal ;
- L'ancien A-25 de l'Armée de l'air Australienne fut vu en vol, immatriculé NX643AV, aux Kermit Weeks Fantasy of Flight à Polk City, en Floride ;
- L'ancien A-34 de l'Armée de l'air Australienne, ex-VH-RUO, est en exposition statique au musée de la RAAF de Point Cook.

## Spécifications (Avro Cadet 643 Mk.II)
Données de Avro Aircraft since 1908.
Caractéristiques générales
- Équipage : 1 pilote + 1 élève
- Longueur : 7,55 m
- Envergure : 9,20 m
- Hauteur : 2,69 m
- Surface alaire : 24,3 m2
- Masse à vide : 585 kg
- Masse typique : 907 kg
- Moteur : 1   moteur à pistons à 7 cylindres en étoile refroidis par air Armstrong Siddeley Genet Major 1A (en) de 150 ch (112 kW)

 Performances 
- Vitesse maximale : 187 km/h
- Vitesse de croisière : 161 km/h
- Distance franchissable : 523 km
- Plafond : 3 660 m
- Vitesse ascensionnelle : 216 m/min
- Charge alaire : 37,4 kg/m2
- Rapport poids-puissance : 3,9 kg/ch